# Clastres
Clastres és un municipi francès situat al departament de l'Aisne i a la regió dels Alts de França. L'any 2007 tenia 543 habitants.

## Demografia

### Població
El 2007 la població de fet de Clastres era de 543 persones. Hi havia 215 famílies de les quals 46 eren unipersonals (14 homes vivint sols i 32 dones vivint soles), 72 parelles sense fills, 86 parelles amb fills i 11 famílies monoparentals amb fills.
La població ha evolucionat segons el següent gràfic:
Habitants censats

### Habitatges
El 2007 hi havia 229 habitatges, 216 eren l'habitatge principal de la família, 4 eren segones residències i 10 estaven desocupats. 227 eren cases i 1 era un apartament. Dels 216 habitatges principals, 181 estaven ocupats pels seus propietaris, 34 estaven llogats i ocupats pels llogaters i 1 estava cedit a títol gratuït; 2 tenien una cambra, 8 en tenien dues, 26 en tenien tres, 86 en tenien quatre i 94 en tenien cinc o més. 182 habitatges disposaven pel capbaix d'una plaça de pàrquing. A 88 habitatges hi havia un automòbil i a 103 n'hi havia dos o més.

### Piràmide de població
La piràmide de població per edats i sexe el 2009 era:
| Homes | Edats   | Dones |
| ----- | ------- | ----- |
| 0     | 95 o +  | 0     |
| 4     | 90 a 94 | 0     |
| 0     | 85 a 89 | 0     |
| 0     | 80 a 84 | 4     |
| 8     | 75 a 79 | 12    |
| 4     | 70 a 74 | 12    |
| 12    | 65 a 69 | 12    |
| 16    | 60 a 64 | 12    |
| 4     | 55 a 59 | 8     |
| 28    | 50 a 54 | 16    |
| 20    | 45 a 49 | 32    |
| 16    | 40 a 44 | 4     |
| 24    | 35 a 39 | 12    |
| 28    | 30 a 34 | 20    |
| 8     | 25 a 29 | 20    |
| 8     | 20 a 24 | 16    |
| 12    | 15 a 19 | 12    |
| 8     | 10 a 14 | 24    |
| 12    | 5 a 9   | 24    |
| 12    | 0 a 4   | 4     |

## Economia
El 2007 la població en edat de treballar era de 356 persones, 251 eren actives i 105 eren inactives. De les 251 persones actives 220 estaven ocupades (127 homes i 93 dones) i 31 estaven aturades (13 homes i 18 dones). De les 105 persones inactives 34 estaven jubilades, 23 estaven estudiant i 48 estaven classificades com a «altres inactius».

### Ingressos
El 2009 a Clastres hi havia 229 unitats fiscals que integraven 574 persones, la mediana anual d'ingressos fiscals per persona era de 18.158 €.

### Activitats econòmiques
Dels 9 establiments que hi havia el 2007, 2 eren d'empreses de fabricació d'altres productes industrials, 3 d'empreses de construcció, 1 d'una empresa de comerç i reparació d'automòbils, 1 d'una empresa immobiliària, 1 d'una empresa de serveis i 1 d'una empresa classificada com a «altres activitats de serveis».
Dels 3 establiments de servei als particulars que hi havia el 2009, 1 era un taller d'inspecció tècnica de vehicles, 1 paleta i 1 guixaire pintor.
L'any 2000 a Clastres hi havia 7 explotacions agrícoles que ocupaven un total de 994 hectàrees.

## Equipaments sanitaris i escolars
El 2009 hi havia una escola elemental.

## Poblacions més properes
El següent diagrama mostra les poblacions més properes.